# 豊崎清香
豊崎 清香（とよさき きよか、1978年10月17日 - ）は、日本のAV女優。LINX所属。

## 略歴
2023年7月、マドンナの専属女優としてAVデビュー。

## 作品

### アダルトDVD
2023年
- 実はもの凄くチ●ポ好き♡ 結婚15年、夫以外のチ●ポを見ても触れてもいないけど…。 しゃぶった途端、エロ顔になってしまう人妻 豊崎清香44歳 AV DEBUT（7月11日、マドンナ）
- 再婚する母へ… 嫉妬した僕の止まらない中出し近親相姦（8月8日、マドンナ）
- 僕は大好きな母を7日間で堕とすと決めた。 10年間、胸に抱き続けていた禁断の感情―。（10月10日、マドンナ）
- 家族皆が巣立った実家で、母と過ごす近親相姦の日々―。（11月14日、マドンナ）
- 下着モデルを志す義母の艶やかな肉体に誘われて… 本能のままに何度も溺れてしまった1週間（12月12日、マドンナ）

2024年
- 憧れの叔母に媚薬を盛り続けて10日後、ガンギマリ中出しハメ放題のアヘアヘ肉便器になった…。（1月9日、マドンナ）